# Callopistria repleta
Callopistria repleta är en fjärilsart som beskrevs av Walker 1857. Callopistria repleta ingår i släktet Callopistria och familjen nattflyn. Inga underarter finns listade i Catalogue of Life.

## Bildgalleri

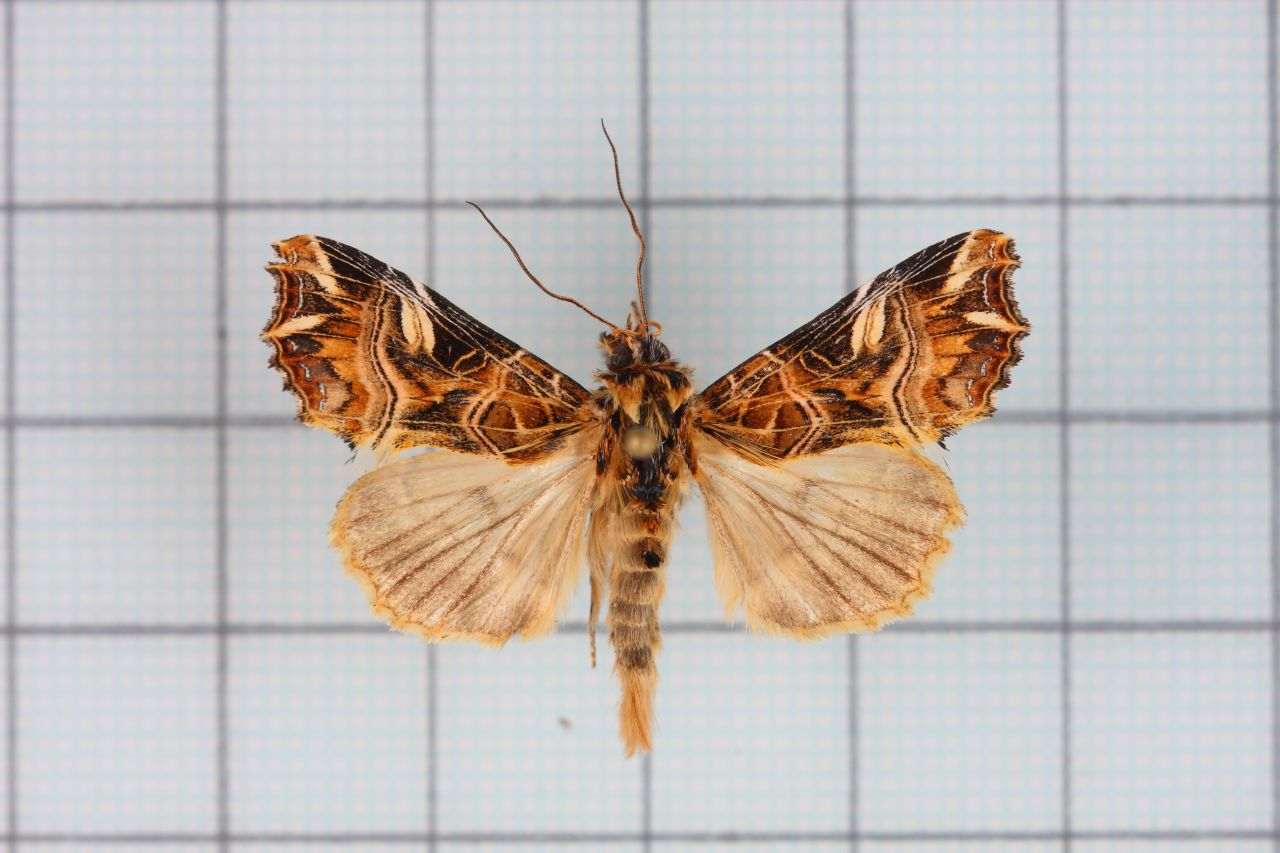
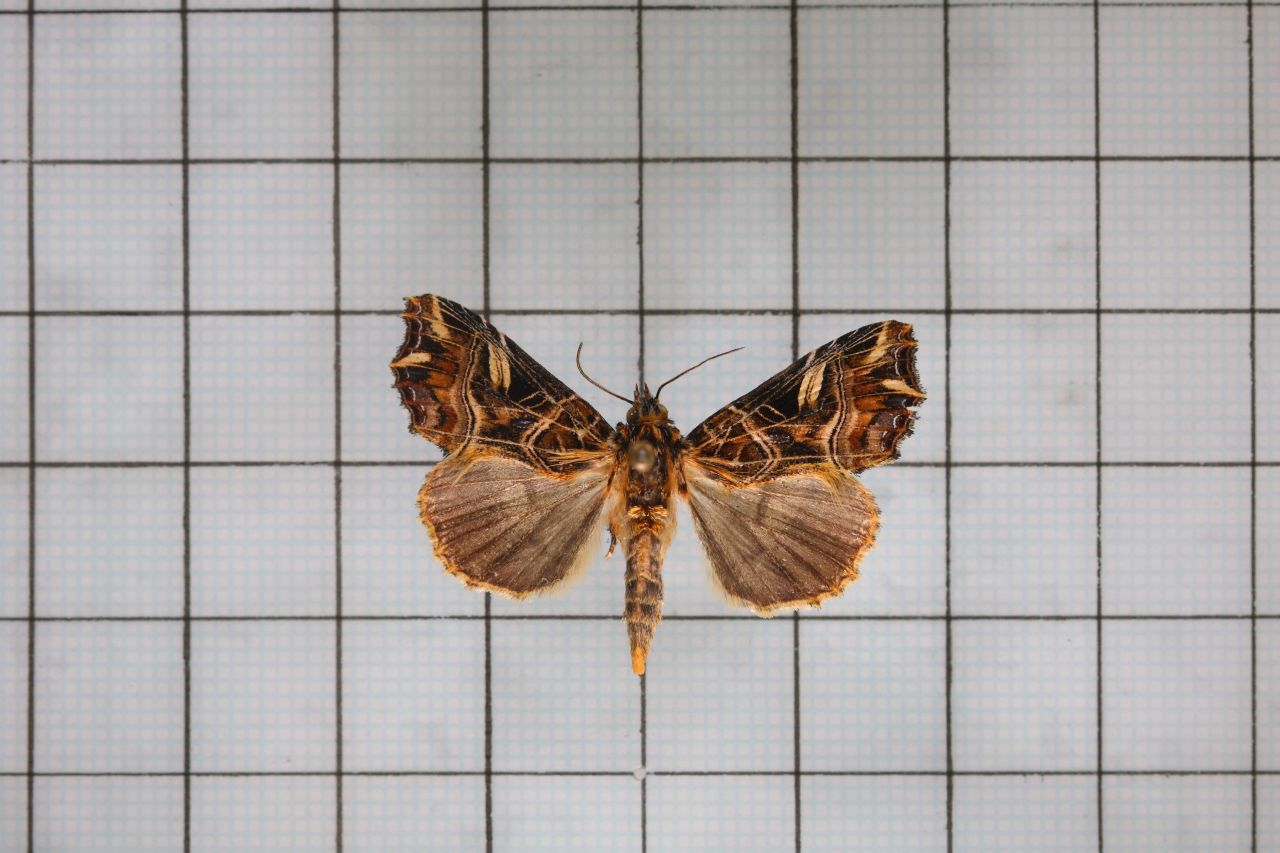